# Train Protection & Warning System

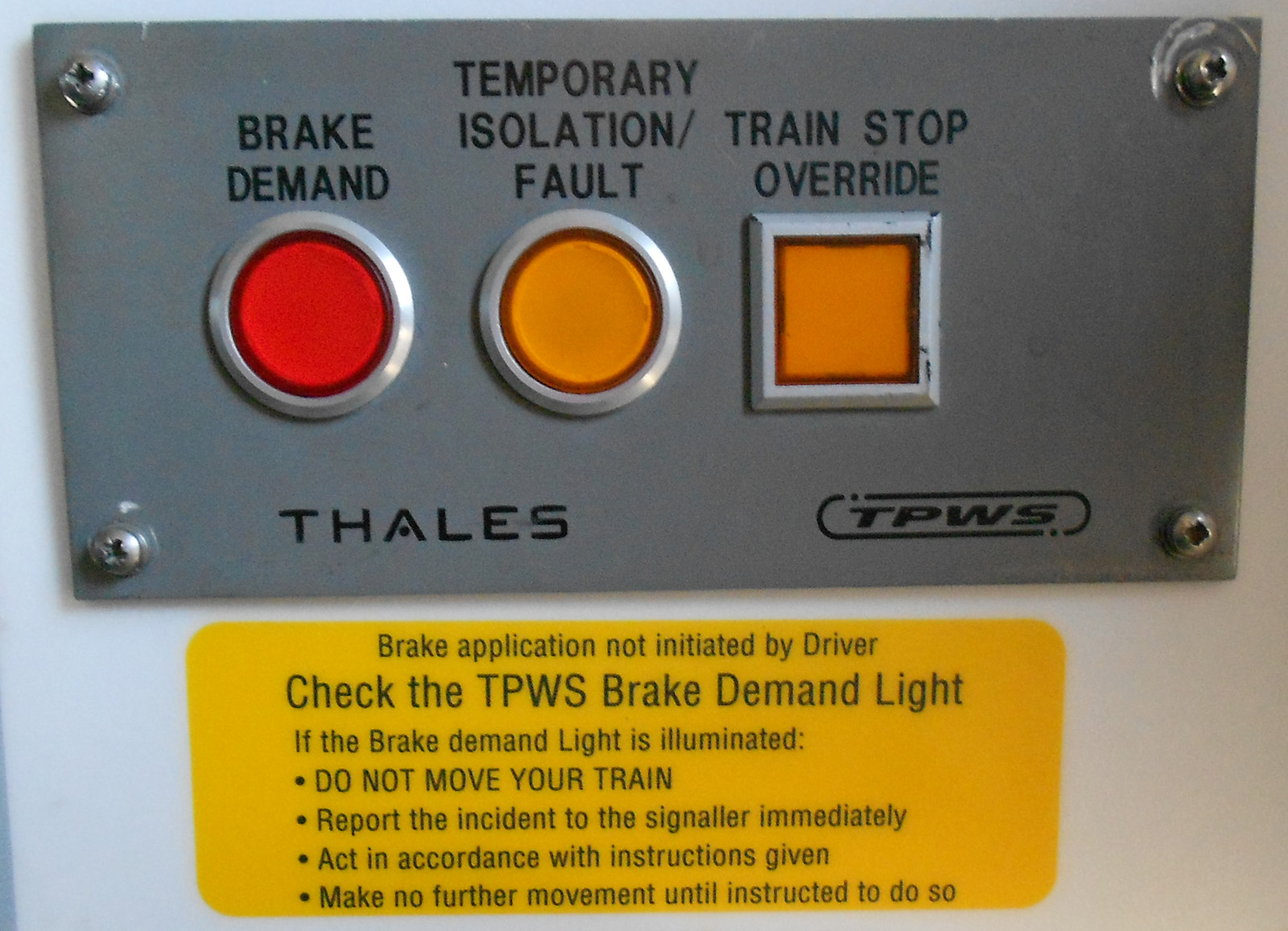
Panel TPWS

Train Protection & Warning System (TPWS) – system, mający na celu poprawę bezpieczeństwa ruchu kolejowego, zwłaszcza na rozjazdach.
System ten realizuje następujące funkcje podstawowe:
Ostrzeganie maszynisty przy standardowej odległości hamowania przed miejscami, gdzie występują ograniczenia ruchu:
- Sygnały nie dają wolnej drogi.
- Stałe ograniczenia prędkości
- Tymczasowe ograniczenia prędkości

Kontrola pociągu (zaprogramowana charakterystyka pociągu) w następujących okolicznościach:
- Przekroczenie przez pociąg dozwolonej prędkości na danej linii, przy określonym ograniczeniu prędkości (pułapka prędkości).
- Zbliżanie się pociągu do sygnału stop z nadmierną prędkością.
- Przejechanie przez pociąg sygnału w stanie niebezpieczeństwa (zatrzymanie pociągu).

System ten zbudowany jest w oparciu o magnesy stałe i cewki generujące pola w torze. System nie jest uważany za bezpieczny w razie awarii, ale wyposażony jest w środki i procedury zmniejszające praktycznie do minimum prawdopodobieństwo złego prowadzenia maszynisty.
System TPWS podaje następujące wskazania wizualne dla maszynisty:
- Stan ostatniego magnesu – wolna droga lub ograniczenie.
- Przyczyna uruchomienia hamulca.
- Usterki/stan izolacji.

System TPWS połączony jest systemem hamowania pociągu i realizuje pełne uruchomienie hamowania nagłego w przypadku:
- braku potwierdzenia „syreny” przez 2,5 sekundy;
- natychmiast po przejechaniu „pułapki prędkości” z nadmierną prędkością;
- natychmiast po przejechaniu przez pociąg sygnału informującego o niebezpieczeństwie.